# Schizogenius neovalidus
Schizogenius neovalidus är en skalbaggsart som beskrevs av John Whitehead. Schizogenius neovalidus ingår i släktet Schizogenius och familjen jordlöpare. Inga underarter finns listade i Catalogue of Life.